# 東京最前線
東京最前線（とうきょうさいぜんせん）は、日本の和風インストゥメンタルユニット。

## 略歴
2008年より津軽三味線の雅勝を中心に結成。
結成前に2007年頃から「雅勝BAND」と名乗り活動していた前身のバンドがあり、当時はギター、ベース、ドラムのみの三味線ファンクバンドだった。
楽曲制作していた雅勝が音楽的な幅を広げたいと考えた事とメンバーチェンジが重なり、ベースに現メンバーの乾ヒロシ、ピアノのMISAEが加入。
2009年より本格的にライブ活動を開始、都内のライブハウスや野外フェスに出演するなど頻繁にライブを行うようになる。
2010年、1st アルバム「Asian Supernova」リリース。初の海外公演となる台湾ツアー（台北、高雄）を行う。
2012年より和太鼓の千代園剛が加入。現体制の編成となる。

## メンバー
雅勝津軽三味線、ほとんどの曲の作曲と編曲に携わる。時に尺八、トラックメイクなども担当。
MISAEピアノ、「海神」「時のしずく」など作曲、トラックメイク、アレンジを担当。
乾ヒロシベース、「Jacalanda」など作曲、トラックメイク、アレンジなど担当。
千代園剛和太鼓、鼓、邦楽打楽器全般。

## ディスコグラフィー
2010年 1st アルバム「Asian Supernova」リリース。